# کاا شاه کاکو
کاا شاه کاکو (به انگلیسی: Kala Shah Kaku) یک منطقهٔ مسکونی در پاکستان است که در پنجاب واقع شده‌است.